# Ulrike Tillmann
Ulrike Luise Tillmann (Rhede, Alemania, 12 de diciembre de 1962) es una matemática alemana especializada en topología algebraica, en particular en el estudio del espacio de módulos de curvas algebraicas. Es la Presidenta de la Sociedad Matemática Londinense en el período 2021-2022.
Es profesora titular de matemáticas en la Universidad de Oxford y miembro del Merton College.

## Formación
Tillmann completó su abitur en el Gymnasium Georgianum de Vreden. En 1985, obtuvo su título de grado de la Universidad Brandeis, y en 1987, una maestría de la Universidad Stanford. Realizó su doctorado también en Stanford bajo la dirección de Ralph Cohen, y defendió su tesis en 1990. Obtuvo la habilitación en 1996 en la Universidad de Bonn.

## Premios y reconocimientos
En 2004, recibió el Premio Whitehead de la London Mathematical Society.
Fue elegida fellow de la Royal Society en 2008, y de la American Mathematical Society en 2013. En 2017, se convirtió en miembro de la Leopoldina.
Tillmann ocupó la Cátedra Emmy Noether de la Deutsche Mathematiker-Vereinigung en 2009.

## Vida personal
Tillmann es hija de Ewald y Marie-Luise Tillmann. En 1995, se casó con Jonathan Morris, con quien tiene tres hijas.

## Publicaciones destacadas
- Tillmann, Ulrike (1997). «On the homotopy of the stable mapping class group». Inventiones Mathematicae 130 (2): 257-275. Bibcode:1997InMat.130..257T. doi:10.1007/s002220050184.
- Galatius, Søren; Tillmann, Ulrike; Madsen, Ib; Weiss, Michael (2009). «The homotopy type of the cobordism category». Acta Mathematica 202 (2): 195-239. doi:10.1007/s11511-009-0036-9.